# プロニプシア
プロニプシア(Pronuptia Paris)は、フランスのウェディングドレスメーカー。創業者はアンリ・ミクマシェール（Henri Micmacher、1927年 - 1978年8月）。フランス最大、世界で最初のウェディングドレスメーカーで、親子3代で愛されているブランド。ブランドコンセプトは、「アムール　愛」。

## 歴史
1958年、パリで創業。ブランド名の「PRONUPTIA（プロニプシア）」は「婚礼以前」を意味するラテン語にもとづく造語。創業当時の商標は創業者のミクマシェールが画家のペイネに依頼して描かせた「二羽の鳩が愛し合う」絵をモチーフにしたデザインであった。
当時はオートクチュール(オーダーメイド)などの「パリの富裕階級にしか手の出せない高価なもの」であったウェディングドレス（ローブ・ド・マリエ）をプレタポルテ(既製服)として「娘たちが、一ヵ月の給料で求められる価格」で提供したことが画期的であると支持を集め、フランス国内だけでなく、1962年にベルギーのブリュッセルに支店を出したのをきっかけにヨーロッパへと事業を拡大。その後、北南米、アジアなどにもフランチャイズを含め出店を拡大した。
また、「CORTEGE（コルテージュ）」と呼ばれる列席者用のロング・カラードレスもウェディングドレスと共に世界中に拡めたほか、フランスのファッションブランド「ジャン＝ポール・ゴルチエ (Jean-Paul Gaultier) 」（1987年）、「バレンシアガ (Balenciaga) 」（1993年）、「クリスチャン・ラクロワ マリエ (Christian Lacraox Mariee) 」（1999年）などとのコラボレーションも盛んに行い、「オートクチュール・コラボ」ラインを発表している。
日本人デザイナーのハナエ・モリ、イギリス人デザイナーのローラ・アシュレイとのコラボレーションもある。

## 日本での展開
1974年（昭和49年）8月、東京・原宿のファッションビル「パレフランス」に進出。オーナーは近藤節也（元東映映画監督）・三恵子夫妻。「プロニプシア」という名前が日本人には覚えにくいという理由から店舗名は「ジャック・エイム・ウェディング」とし、日本初のインポートドレスショップとしてオープンした。その後、京都市、神戸市にも店舗をかまえる。
近藤夫妻のあと、2008年よりブランシュネージュ代官山にて日本での販売展開中。